# مارچین پرخوچ
مارچین پرخوچ (لهستانی: Michał Czernecki؛ زادهٔ ۳۰ ژوئن ۱۹۷۳) بازیگر و صداپیشه اهل لهستان است. وی دانش‌آموختۀ آکادمی ملی هنرهای نمایشی الکساندر زلوروویچ در ورشو است..
از فیلم‌ها یا مجموعه‌های تلویزیونی که وی در آن‌ها نقش داشته است، می‌توان به کارگزار من، نامه به بابا نوئل ۲، حالا یا هرگز!، فرصت دوباره، هانس کلوس، قماری بالاتر از زندگی، تیم، دوستان، ۱۹۸۳، در خوشی و سختی، مجرد، قرارداد، رنگ‌های خوشبختی، قانون حقیقی، پزشکان،  دهن‌به‌دهن، پرستار کودک، عشق بزرگ کوچک، کارآگاهان جنایی و هوس‌های امپراتور اشاره نمود.